# Харбин
Харбин (кин: 哈尔滨 / 哈爾濱, рус. Харбин) је главни град покрајине Хејлунгђанг у Манџурији на североистоку Кине. Налази се на јужној обали реке Сонгуа. Харбин је десети град по величини у Кини, политички, економски, научни културни и телекомуникациони центар североисточне Кине. У граду живи 5.841.929 становника (2020) а у ширем градском подручју око 10.009.854.
Постоји неколико теорија о пореклу града. Градске власти наводе да име значи „лабуд“ на џурчен језику, а други извори кажу да то значи манџурску реч која значи „место за сушење рибарских мрежа“. Насеље је настало од малог сеоског рибарског села на реци Сунгари. Данас је један од највећих градова североисточне Кине. Харбин је основан 1898. године доласком Кинеске источне железнице коју је изградила Русија, град је прво напредовао као насеље у коме је живела огромна већина имиграната из Руске империје. Током 1920-их, град се сматрао кинеском престоницом моде јер су најновији модни комади из Париза и Москве стизали прво у Харбин а потом у Шангај. Од 1932. до 1945. године, Харбин је био највећи град у јапанској марионетској држави Манџукуо.
Град је познат по веома хладним зимама; у склопу маркетиншких кампања и брендирања за потребе зимског туризма, град је представљан као Ледени град (冰城). Харбин је познат по фестивалу ледених скулптура које се праве током зиме. Такође, град је познат по историјском руском наслеђу и архитектури и европском утицају. Харбин је данас важна капија у кинеско-руској трговини. Град је кључни политички, економски, научни, културни и комуникациони центар у североисточној Кини, као и важна индустријска база нације. Кинеска национална туристичка администрација је 2004. године прогласила град „најбољим туристичким градом у Кини“.
Харбин је један од 65 најбољих градова и метрополских области у свету према резултатима научних истраживања према Индексу природе. Град је домаћин неколико великих универзитета у североисточној Кини. Харбински Институт Технологије се доследно рангира као један од најбољих универзитета на свету за инжењеринг.

## Географија
Харбин, са укупном површином од 53,068 km2 (20,490 sq mi), налази се у јужној провинцији Хејлунгђанг и главни је град провинције. Префектура се такође налази на југоисточној ивици низије Сонгнен, већег дела кинеске североисточне низије. Центар града такође се налази на јужној обали средње реке Сунгари. Харбин је добио надимак Бисер на лабудовом врату, јер Хејлунгђангг обликом подсећа на лабуда. Његова административна област је прилично велика са географском ширином од 44° 04′−46° 40′ северне ширине и 125° 42′−130° 10′ Е. Суседни градови на нивоу префектуре су Јичун на северу, Ђамуси и Ћитајхе на североистоку, Муданђангг на југоистоку, Дакинг на западу и Суејхуа на северозападу. На југозападној граници је провинција Јилин. Главни део терен града је углавном раван и низак, са просечном надморском висином од око 150 метара. Територија која се састоји од 10 окружних јединица у источном делу општине садржи планине и висоравни. Најисточнији део префектуре Харбин садржи велике мочваре, углавном у округу Јилан, који се налази на југозападној ивици низије Сањианг.

### Клима
Средња годишња температура је 5.2 °C, а екстремне температуре су се кретале од -42.6 степени или за тамошњу званичну метеоролошку станицу, -41.1 °C у јануару 1931. до 39.2 °C, што је последњи пут забележено 4. јуна 2001. иако је незванично највиша температура 41 °C забележена у јулу 1907.

Да би се ублажили утицаји климатских промена, урбанистичко планирање у Харбину је користило концепте града сунђера, укључујући парк кишнице Кунли који сакупља, филтрира и складишти кишницу уз очување природног станишта.
| Клима Харбина              | Клима Харбина | Клима Харбина | Клима Харбина | Клима Харбина | Клима Харбина | Клима Харбина | Клима Харбина | Клима Харбина | Клима Харбина | Клима Харбина | Клима Харбина | Клима Харбина | Клима Харбина  |
| Показатељ \ Месец          | .Јан.         | .Феб.         | .Мар.         | .Апр.         | .Мај.         | .Јун.         | .Јул.         | .Авг.         | .Сеп.         | .Окт.         | .Нов.         | .Дец.         | .Год.          |
| -------------------------- | ------------- | ------------- | ------------- | ------------- | ------------- | ------------- | ------------- | ------------- | ------------- | ------------- | ------------- | ------------- | -------------- |
| Средњи максимум, °C (°F)   | −12,7 (9,1)   | −7,8 (18)     | 2,3 (36,1)    | 12,9 (55,2)   | 21,0 (69,8)   | 26,2 (79,2)   | 27,8 (82)     | 26,1 (79)     | 20,1 (68,2)   | 11,1 (52)     | −1,3 (29,7)   | −10,4 (13,3)  | 9,6 (49,3)     |
| Просек, °C (°F)            | −19,2 (−2,6)  | −14,8 (5,4)   | −4,5 (23,9)   | 6,1 (43)      | 14,4 (57,9)   | 20,3 (68,5)   | 22,8 (73)     | 20,9 (69,6)   | 14,0 (57,2)   | 4,8 (40,6)    | −7,1 (19,2)   | −16,2 (2,8)   | 3,5 (38,3)     |
| Средњи минимум, °C (°F)    | −24,5 (−12,1) | −20,9 (−5,6)  | −11,0 (12,2)  | −0,9 (30,4)   | 7,3 (45,1)    | 14,2 (57,6)   | 17,9 (64,2)   | 16,2 (61,2)   | 8,5 (47,3)    | −0,7 (30,7)   | −12,0 (10,4)  | −21,2 (−6,2)  | −2,3 (27,9)    |
| Количина падавина, mm (in) | 1,3 (0,51)    | 1,8 (0,71)    | 4,7 (1,85)    | 15,1 (5,94)   | 30,5 (12,01)  | 64,2 (25,28)  | 137,5 (54,13) | 94,0 (37,01)  | 44,8 (17,64)  | 19,2 (7,56)   | 4,2 (1,65)    | 2,6 (1,02)    | 419,9 (165,31) |
| [ тражи се извор ]         |               |               |               |               |               |               |               |               |               |               |               |               |                |

## Историја
Након монголског освајања царства Јин (1211–1234), префектура Хејлунгђанг је напуштена. У 17. веку, Манџури су користили грађевински материјал из префектуре Хејлунгђанг да саграде своје ново упориште у Алчуки. Регија Харбин је остала углавном рурална све до 19. века, са преко десет села и око 30.000 људи у данашњим градским четвртима до краја 19. века.
Мало село је 1898. прерасло у савремени град Харбин. Пољски инжењер Адам Шидловски нацртао је планове за град након изградње кинеске источне железнице, коју је финансирала Руска империја. Руси су изабрали Харбин као базу своје администрације над овом пругом и кинеском источном железничком зоном. Пруге су углавном градили руски инжењери и плаћени радници. Кинеска источна железница проширила је Транссибирску железницу, значајно смањивши растојање од Чите до Владивостока и повезујући нови лучки град Даљен и руску поморску базу Порт Артур (Љушун). Насеље које је основала Кинеска источна железница у руском власништву брзо се претворило у просперитетно место, који је за пет година прерасло у град. Досељеници који су говорили руски дошли су у Харбин из целог Руског царства, укључујући различите народе: Украјинце, Пољаке, Јевреје, Грузијце и Татаре, поред Руса, чиме је Харбин на крају постао руски град, а већина становништва потицала је са југа Европска Русија, односно, заправо из Украјине.
Град је био замишљен као репрезентативни пример руског империјализма у Азији, а амерички научник Сајмон Карлински, који је рођен у Харбину 1924. у руско-јеврејској породици, написао је да су у Харбину „зграде, булевари и паркови планирани — много пре Октобарска револуција — од стране истакнутих руских архитеката, као и од швајцарских и италијанских урбаниста“, дајући граду веома европски изглед. Почевши од касног 19. века, масовни прилив Хан Кинеза стигао је у Манџурију и, користећи предности богатог земљишта, основали су фарме које су убрзо претвориле Манџурију у „кинеску житницу“, док су други отишли да раде у рудницима и фабрикама Манџурије., који је постао један од првих региона Кине који се индустријализовао. Харбин је постао једна од главних тачака преко којих су се испоручивали храна и индустријски производи из Манџурије. Знак богатства Харбина било је то што се у првој деценији формирало позориште иу њему је 1907. премијерно изведена представа К звездам Леонида Андрејева.
Током руско-јапанског рата (1904–05), Русија је користила Харбин као своју базу за војне операције у Манџурији. После пораза Русије, њен утицај је опао. Неколико хиљада држављана из 33 земље, укључујући САД, Немачку и Француску, преселило се у Харбин. Шеснаест земаља основало је конзулате за своје грађане, који су основали неколико стотина индустријских, комерцијалних и банкарских компанија. Цркве су обновљене за руске православне, лутеранске/немачке протестанте и пољске-католичке хришћане. Кинески капиталисти су такође основали послове, посебно у пиварству, храни и текстилу. Харбин је постао економско средиште североисточне Кине и међународна метропола.
Брзи раст града довео је у питање јавни здравствени систем. Најгора икада забележена епидемија плућне куге проширила се на Харбин преко Трансманџурске железнице од граничне трговачке луке Манџули. Куга је трајала од касне јесени 1910. до пролећа 1911. и убила је 1.500 становника Харбина (углавном етничких Кинеза), или око пет одсто тадашњег становништва. Испоставило се да је ово почетак велике такозване пандемије манџуријске куге, која је на крају однела 60.000 жртава. У зиму 1910. др Ву Лијен-тех (касније оснивач Харбинског медицинског универзитета) добио је инструкције од Министарства иностраних послова у Пекингу да отпутује у Харбин да истражи кугу. Сузбијање ове пандемије куге променило је медицински напредак у Кини. Бронзане статуе др Ву Лиен-теха изграђене су на Медицинском универзитету у Харбину у знак сећања на његов допринос у промовисању јавног здравља, превентивне медицине и медицинског образовања.
До 1917. становништво Харбина је премашило 100.000, од којих су преко 40.000 били етнички Руси.
Непосредно након Фебруарске револуције 1917. организован је Харбински совјет. Настојала је да преузме контролу над Кинеском источном железницом и одбрани руске грађане у Манџурији. Бољшевик Мартемјан Рјутин био је председник Харбинског совјета.
Након руске Велике октобарске социјалистичке револуције у новембру 1917, нова совјетска влада у Русији признала је Харбински совјет као званично представништво у Манџурији и ставила руске грађане у Манџурију под своју заштиту. Након тога, Харбински совјет је затражио признање локалног таотаија. Дванаестог децембра 1917. бољшевици су преузели контролу над Харбинским Совјетом, притискајући мењшевике и социјалисте-револуционаре да напусте совјет. Харбински совјет је прогласио власт у области. Харбински совјет је 18. децембра 1917. прогласио да је администратор кинеске источне железнице Димитрија Хорват отпуштен и наложио својој милицији да преузме контролу над железничким инсталацијама. Бољшевичка милиција убрзо се суочила са кинеским трупама и Хорватовим лојалистима, који су разоружали и депортовали око 1.560 бољшевичких бораца. Рјутин се повукао.
Током 1920. више од 100.000 поражених руских белогардејаца и избеглица повукло се у Харбин, који је постао главни центар белоруских емиграната и највећа руска енклава ван Совјетског Савеза. Карлински је приметио да је главна разлика са руским емигрантима који су стигли у Харбин била: „За разлику од руских емиграната који су отишли у Париз или Праг или чак у Шангај, нови становници Харбина нису били мањина окружена страним становништвом. Они су се нашли уместо у скоро потпуно руском граду, насељеном углавном људима са коренима на југу европске Русије“. Град је имао руски школски систем, као и издаваче новина и часописа на руском језику. Руска заједница бројала је око 120.000 на свом врхунцу раних 1920-их. Многи Руси у Харбину били су богати, што је понекад збуњивало стране посетиоце који су очекивали да су сиромашни, на пример, амерички писац Хари А. Франк у својој књизи Лутања северном Кином из 1923. писао је руске „даме тако добро обучене као на тркама у Паризу [који је] шетао са мушкарцима беспрекорно обученим по европским стандардима, што га је навело да се запита како су ово постигли.
Технолошки институт у Харбину основан је 1920. године као кинеско-руска школа за образовање железничких инжењера по руском систмеу образовања. Студенти су могли да бирају између два смера у то време: железничка конструкција или електромашински инжењеринг. 2. априла 1922. школа је преименована у Кинеско-руски индустријски универзитет. Првобитна два смера су се на крају развила у две главне катедре: Одсек за изградњу железнице и Одсек за електротехнику. Између 1925. и 1928. ректор универзитета био је Леонид Устругов, заменик руског министра железница под Николајем II Александровичем пре Руске револуције, министар железница под владом адмирала Колчака и кључна личност у развоју кинеске источне железнице.
Руска заједница у Харбину поставила је за своју мисију очување предреволуционарне културе Русије. Град је имао бројне новине на руском језику, часописе, библиотеке, позоришта и две оперске куће. Један од познатих руских песника у Харбину био је Валериј Перелешин, који је хомоеротску поезију почео да објављује 1937. године, а био је и један од ретких руских писаца у Харбину који је научио мандарински. Тема Перелешинове поезије изазвала је проблеме са Руском фашистичком партијом и навела Перелешина да напусти Харбин и оде у Шангај, и на крају у САД. Нису све руске новине биле високог квалитета, а Карлински је назвао Наш пут, новинско гласило Руске фашистичке партије, најнижим примером олуканог новинарства који је Харбин икада видео. Николај Бајков, руски писац у Харбину, био је познат по својим романима о животу у егзилу у том граду, заједно са делима о путовању по Манџурији и фолклору манџурског и кинеског становништва. Борис Јулски, млади руски писац који је своје кратке приче објављивао у новинама Рубеж. Моја-твоја (мој – ваш), пиџин језик који је био комбинација руског и мандаринског кинеског који се развио у 19. веку када су Кинези отишли да раде у Сибиру, сматрали су неопходним од стране кинеских пословних људи из Харбина.
Почетком 1920-их, према недавним студијама кинеских научника, у Харбину је живело преко 20.000 Јевреја. После 1919. др Абрахам Кауфман је имао водећу улогу у великој руској јеврејској заједници у Харбину. Република Кина је прекинула дипломатске односе са Руском Републиком 1920. године, остављајући многе Русе без држављанства.
Совјетска војна сила брзо је окончала кризу коју је проуроковао локални господар рата који је заузео Кинеску источну железницу 1929. Совјети су приморала Куоминтанг да прихвате обнову заједничке совјетско-кинеске управе железницом.
Јапан је напао Манџурију одмах након инцидента у Мукдену у септембру 1931. Након што су Јапанци заузели Ћићихар, јапанска 4. мешовита бригада кренула је према Харбину, приближавајући се са запада и југа. Бомбардовање и гађање јапанских авиона приморало је кинеску војску да се повуче из Харбина. У року од неколико сати јапанска окупација Харбина је завршена.
У Харбину је 1936. био подигнут спомен-храм посвећен краљу Александру Карађорђевићу и цару Николају.
Успостављањем марионетске државе Манџукуо, почела је такозвана „пацификација Манџукуа“, пошто су добровољачке војске наставиле да се боре против Јапанаца. Харбин је постао главна оперативна база за злогласне медицинске експерименте Јединице 731, који су убијали људе свих узраста и националности. Главни објекат Јединице 731 изграђен је 1935. у округу Пингфанг, отприлике 24 км јужно од градског подручја Харбина у то време. Између 3.000 и 12.000 грађана, укључујући мушкарце, жене и децу, — умрло је током експериментисања на људима које је спровела Јединица 731 у логору са седиштем у Само Пингфанг, што не укључује жртве са других локација. Скоро 70 посто жртава које су умрле у логору Пингфанг били су Кинези, укључујући и цивиле и војнике. Близу 30 одсто жртава су Руси. Руска фашистичка партија имала је задатак да ухвати непоуздане Русе који живе у Харбину да их преда Јединици 731 да би се над њима вршили језици експерименти јапанских лекара. Ратни заробљеници су били подвргнути вивисекцији без анестезије, након што су били заражени разним болестима. Затвореницима су убризгане вакцине против болести, да би се проучило њихово дејство. Јединица 731 и са њом повезане јединице (Јединица 1644 и Јединица 100 између осталих) биле су укључене у истраживање, развој и експериментално коришћење оружја за биолошки рат који ствара епидемју. Људске мете су такође коришћене за тестирање граната постављених на различитим удаљеностима и на различитим положајима. Бацачи пламена су тестирани на људима. Људи су били везани за стубове и коришћени као мете за тестирање бомби.
Кинески револуционари наставили су да се боре против Јапанаца у Харбину и његовој административној области, командујући главном антијапанском герилском војскомм коју су првобитно организовали манџуријски огранак Комунистичке партије Кине (КПК). Војску је подржала Коминтерна након што је Манџуријски покрајински комитет КПК распуштен 1936.
Под режимом Манџукуо и јапанском окупацијом, Харбински Руси су имали тежак период. Совјетски Савез је 1935. године продао Кинеску источну железницу (КВЖД) Јапанцима, а многи руски емигранти су напустили Харбин (48.133 њих је ухапшено током совјетске Велике чистке између 1936. и 1938. као „јапански шпијуни“). Већина Руса који су одлазили вратила се у Совјетски Савез, али значајан број се преселио на југ у Шангај или емигрирао у Сједињене Америчке Државе и Аустралију. До краја 1930-их, руско становништво Харбина је пало на око 30.000.
Многи Јевреји из Харбина (13.000 1929.) побегли су након јапанске окупације јер су се Јапанци блиско повезивали са милитантним антисовјетским руским фашистима, чија је идеологија антибољшевизма и национализма била проткана изразитим антисемитизмом. Квантунгска армија је спонзорисала и финансирала Руску фашистичку партију, која је после 1932. почела да игра велику улогу у руској заједници у Харбину, пошто су фашистички батинаши почели да малтретирају и понекад убијају оне који су јој се супротстављали. Већина Јевреја је отишла у Шангај, Тјенђин и Британски мандат Палестине. Крајем 1930-их, неки немачки Јевреји који су бежали од нациста преселили су се у Харбин. Јапански званичници су касније омогућили емиграцију Јевреја у неколико градова у западном Јапану, посебно у Кобе, где је била највећа синагога у Јапану.
Совјетска армија је заузела град 20. августа 1945  и Харбин никада није дошао под контролу националистичке владе, чије су трупе зауставиле 60 km (37 mi) кратак од града. Управу града је одлазећа совјетска армија пренела на Кинеску народноослободилачку армију у априлу 1946. године. 28. априла 1946. успостављена је комунистичка влада Харбина, чиме је град са 700.000 становника постао први велики град којим су управљали комунисти. Током кратке окупације Харбина од стране Совјетске армије (августа 1945. до априла 1946.), хиљаде руских емиграната који су били чланови Руске фашистичке партије и који су побегли из комунизма после руске Октобарске револуције, су насилно депортовани у Совјетски Савез. После 1952. Совјетски Савез је покренуо други талас имиграције и враћања становништва у Русију. До 1964. године руско становништво у Харбину је смањено на 450. Остатак европске заједнице (Руси, Немци, Пољаци, Грци, итд.) емигрирали су од 1950. до 1954. у Аустралију, Бразил, Канаду, Израел и САД, или су враћени у своје матичне земље. До 1988. првобитна руска заједница бројала је само тридесет људи и сви су били старији. Руси који данас живе у Харбину углавном су се тамо доселили 1990-их и 2000-их и немају никакве везе са првим таласом емиграције.
Совјетски Савез је изградио 13 од 156 кључних грађевинских пројеката у Харбину. Овај пројекат је Харбин учинио важном индустријском базом Кине. Током Великог скока напред од 1958. до 1961. године, Харбин је доживео проблеме у развоју пројеката пошто је Совјетски Савез отказао неколико кинеско-совјетских уговора.
СССР је изградио 13 од 156 кључних грађевинских пројеката у Харбину од 1951 до 1956. Овај пројекат је Харбин учинио важном индустријском базом Кине. Током Великог скока напред од 1958. до 1961. године, Харбин је доживео проблеме у развоју пројеката пошто је Совјетски Савез отказао неколико кинеско-совјетских уговора. Током Културне револуције инострано и хришћанско је искорењивано. Дана 23. августа 1966. године, Црвени гардисти су упали у Саборну цркву Светог Николе, спалили иконе на улицама уз скандирање ксенофобичних слогана пре него што су уништили цркву. Пошто је нормалан економски и друштвени поредак био озбиљно поремећен, привреда Харбина је такође претрпела озбиљне застоје. Један од главних разлога овог назадовања је погоршање њених совјетских веза и ескалација Вијетнамског рата, па је Кина постала забринута због могућег нуклеарног напада. Мао Цедонг је наредио евакуацију војних и других кључних државних предузећа даље од североисточне границе, при чему је Харбин био језгро овог региона, који се граничио са Совјетским Савезом. Током ове ере развоја Трећег фронта у Кини, неколико великих фабрика из Харбина премештено је у југозападне провинције укључујући Гансу, Сичуан, Хунан и Гуејџоу, где би биле стратешки безбедне у случају могућег рата. Неки велики универзитети у Кини су такође измештени из Харбина, укључујући Харбинску војну инжењерску академију (претходницу Националног универзитета за одбрамбену технологију у Чангши) и Харбински институт за технологију (пресељен у Чонгкинг 1969. и пресељен у Харбин 1973.)
Петог октобра 1984. дошло је административне реорганизације града. Префетура Сонгхуајиан је 1996. спојена са Харбином, чиме је укупан број становника Харбина повећан на 9,47 милиона.
Харбин је био домаћин трећих азијских зимских игара 1996. У Харбину је 2009. одржана XXIV зимска универзијада.

## Становништво
Попис из 2020. наводи да је укупан број становника у Харбину износио 10.009.854, што представља смањење од 5,62 одсто у односу на претходну деценију. У урбаним срединама живело је 70,61 одсто, а у руралним 29,39 одсто.
Харбин има већи проценат мушкараца (50,02 одсто) него жена (49,98 одсто). Харбин тренутно има нижу стопу наталитета од осталих делова Кине, са 6,95 рођених на 1.000 становника, у поређењу са кинеским просеком од 12,13 рођених.
| 1990.     | 2000.     | 2009.     |
| --------- | --------- | --------- |
| 2.475.962 | 2.991.371 | 3.363.096 |

Већина становника Харбина су Хан Кинези. Етничке мањине укључују Манџуре, Хуеје и Монголе. Постоји мала заједница Руса. Етнички састав према попису из 2020. године:
| Етничка припадност             | Хан       | Манчу   | Кореанци | Хуеји  | Монголи | Сибе  | Дуари | Ујгури | Џуани | Тујиа | Други  |
| ------------------------------ | --------- | ------- | -------- | ------ | ------- | ----- | ----- | ------ | ----- | ----- | ------ |
| Број становника                | 9,550,738 | 296,221 | 91,706   | 29,435 | 18,707  | 3,418 | 2,763 | 2,317  | 2,124 | 1,939 | 10,486 |
| %                              | 95.41     | 2.96    | 0.92     | 0.29   | 0.19    | 0.03  | 0.03  | 0.02   | 0.02  | 0.02  | 0.10   |
| % од броја мањинских заједница | –         | 64.52   | 19.97    | 6.41   | 4.07    | 0.74  | 0.60  | 0.50   | 0.46  | 0.42  | 2.28   |

## Административна подела
| Daoli [[Nangang District, Harbin\|Nangang]] Daowai [[Pingfang District\|Pingfang]] Songbei [[Xiangfang District\|Xiangfang]] Hulan Acheng Shuangcheng Yilan · County Fangzheng · County Bin · County Bayan · County Mulan · County Tonghe · County Yanshou · County [[Shangzhi\|Shangzhi · (city)]] [[Wuchang, Heilongjiang\|Wuchang · (city)]] |

## Привреда
Харбин има највећу економију у провинцији   У 2013, БДП Харбина је износио 501,08 милијарди РМБ, што је повећање од 8,9 одсто у односу на претходну годину. Удео три индустрије у укупном БДП био је 11,1:36,1:52,8 у 2012. години. Укупна вредност увоза и извоза до краја 2012. године износила је 5.330 милиона $. У 2012. години радно-способно становништво је износило3.147 милиона. Харбин је 2015. имао БДП од 575,12 РМБ милијарди.
Црница у Харбину је једно од најбогатијих хранљивих материја у целој Кини, што га чини вредним за узгој прехрамбених и текстилних усева. Као резултат тога, Харбин је кинеска база за производњу жита и идеална локација за отварање пољопривредних предузећа.
Харбин такође има индустрије у областима као што су:текстил, медицина, храна, авиони, аутомобили, металургија, електроника, грађевински материјали и хемикалије, као и лака индустрија, што помаже у формирању прилично свеобухватног индустријског система. Неколико великих корпорација има седиште у граду. Харбин Елецтриц Цомпани Лимитед, Харбин Аирцрафт Индустри Гроуп и Нортхеаст Лигхт Аллои Процессинг Фацтори су нека од кључних предузећа. Производња електричне енергије је главна индустрија у Харбину; Хидро и термоенергетска опрема која се овде производи чини једну трећину укупног инсталисаног капацитета у Кини. Према Platts-у, 2009-10 Harbin Electric је био други највећи произвођач парних турбина по уделу на свјетском тржишту. Harbin Pharmaceutical Group, која се углавном фокусира на истраживање, развој, производњу и продају медицинских производа, друга је највећа кинеска фармацеутска компанија по тржишној вредности.
Међународни трговинско-економски сајам у Харбину одржава се сваке године од 1990.
У финансијском сектору, Longjiang Bank иHarbin Bank су неке од највећих банака у североисточној Кини, са седиштем у Харбину.

### Саобраћај
Харбин је важно железничко чвориште региона североисточне Кине. Железнички биро у Харбину је први железнички биро који је основала Влада Народне Републике Кине, и густина пруга у Харбину је највећа у Кини. Харбин има брзу железничку линију која повезује Дељен, најјужнију морску луку североисточне Кине.
Главне градске железничке станице су железничка станица Харбин, која је први пут изграђена 1899. године, а проширена 1989. године. Главна станица је обновљена 2017. године, а сада је још у изградњи; Источна железничка станица Харбин, отворена 1934. године; и Западна железничка станица Харбин, која је уграђена у градску железничку станицу за велике брзине 2012. Још једна главна станица, Северна железничка станица Харбин, отворена је 2015. године, заједно са новоизграђеном путничком пругом.

Из Харбина постоје дирекне линије до великих градова укључујући Пекинг, Шангај и многе друге веће градове у Кини.
- Харбински железнички систем
- Северни терминал железничке станице Харбин
- Западна железничка станица Харбин
- Источна железничка станица Харбин
- Јужна железничка станица Харбин
- Брзи воз ЦРХ улази на железничку станицу Харбин Вест.

Као важно регионално чвориште у североисточној Кини, Харбин има напредан систем аутопутева. Међународни аеродром Харбин Таипинг, који је 35 километара удаљен од урбаног подручја Харбина, други је највећи међународни аеродром у североисточној Кини. Поред тога, постоје и редовни међународни летови између Харбина и Русије, Сингапура, Малезије и Јужне Кореје.
Изградња метроа у Харбину почела је 5. децембра 2006. Линија 1 метроа у Харбину отворена је 26. септембра 2013. Дугорочно, град планира да изгради девет зрачних метро линија и кружну линију у центру града и неким приградским окрузима, који чине 340 km (211,3 mi) до 2025.

## Култура
Култура у Харбину заснива се на Хан култури, у комбинацији са манџурском и руском културом. Ова комбинација култура утиче на локални архитектонски стил, храну, музику и обичаје. Град Харбин је 22. јуна 2010. године проглашен за УНЕСКО Град музике као део Мреже креативних градова.
Харбин је познат по својој комбинацији кинеских и европских стилова архитектуре. Многе зграде у руском и другим европским стиловима су заштићене од стране владе. Због архитектура града, Харбин унутар Кине има надимак Оријентална Москва или Оријнтални Париз.
Руска православна црква, Храм Свете Софије, налази се у централном округу Даоли. Изграђен 1907. и проширен од 1923. до 1932. године, затворен је током периода Великог скока напред и Културне револуције. Након што је 1996. проглашен за национално културно наслеђе (првокласна очувана зграда), претворена је у музеј 1997. Црква је висине 53 метра и простире се на површини од 721 квадратни метар, типичан је представник византијске архитектуре.

## Партнерски градови
- Ужице
- Bucheon
- Гиватаим
- Магдебург
- Минеаполис
- Краснодар
- Винер Нојштат
- Витепск
- Едмонтон
- Чијанг Мај
- Плоешти
- Енкориџ
- Јакутск
- Варшава
- Хабаровск
- Орхус
- Нигата
- Асахикава
- Griffith